# Scipione Pannocchieschi
Scipione Pannocchieschi d'Elci (Siena, 28 giugno 1598 – Roma, 12 aprile 1670) è stato un cardinale e arcivescovo cattolico italiano.

## Biografia
Nato nel 1598 a Siena dal conte Orso d'Elci e da Lucrezia di Scipione Bulgarini, fu ordinato sacerdote il 3 maggio 1629. Il 28 luglio 1631 fu nominato vescovo di Pienza, fino al 3 marzo 1636, quando divenne arcivescovo di Pisa. Fu legato di Innocenzo X presso la Serenissima Repubblica e di Alessandro VII presso l'imperatore Ferdinando III; successivamente divenne governatore della legazione di Urbino. Dal 1646 al 1658 fu nunzio apostolico in Austria.
Il 9 aprile 1657 fu creato cardinale in pectore e pubblicato un anno più tardi. Nel 1663 rassegnò le dimissioni da arcivescovo di Pisa e si trasferì a Roma. Celebrò due sinodi pisani, nel 1639 e nel 1659, e partecipò a due conclavi, nel 1667 e nel 1669-1670, in quest'ultimo ricevendo significative preferenze. Dal 6 maggio 1658 fino alla morte, avvenuta il 12 aprile 1670, proprio durante il lunghissimo conclave che elesse Clemente X, fu cardinale presbitero di Santa Sabina. È sepolto nel Duomo di Pisa, nella cappella del Santissimo Sacramento.

## Genealogia episcopale e successione apostolica
La genealogia episcopale è:
- Cardinale Scipione Rebiba
- Cardinale Giulio Antonio Santori
- Cardinale Girolamo Bernerio, O.P.
- Arcivescovo Galeazzo Sanvitale
- Cardinale Ludovico Ludovisi
- Cardinale Luigi Caetani
- Cardinale Scipione Pannocchieschi d'Elci

La successione apostolica è:
- Vescovo Simeone Difnico (1647)
- Arcivescovo Franjo Soimirovic, O.F.M.Obs. (1651)
- Cardinale Volumnio Bandinelli (1658)
- Vescovo Mauro Corsi, O.S.B.Cam. (1662)
- Vescovo Gaspare Cattaneo (1662)
- Vescovo Paolo Diano-Parisi (1663)
- Vescovo Ambrosio Fracassini, O.P. (1663)
- Arcivescovo Francesco Pannocchieschi d'Elci (1663)
- Vescovo Francesco Tirotta (1665)
- Vescovo Cesare Ugolini (1665)
- Vescovo Jeronim de Andreis (1665)
- Vescovo Giovanni Checconi (1665)